# Науменко Іван Андрійович
Іван Андрійович Науменко — лейтенант Збройних сил України, відзначився у ході російського вторгнення в Україну.

## Нагороди
- орден «Богдана Хмельницького» III ступеня (2022, посмертно) — за особисту мужність і самовіддані дії, виявлені у захисті державного суверенітету та територіальної цілісності України, вірність військовій присязі.